# Sympherobius constrictus
Sympherobius constrictus là một loài côn trùng trong họ Hemerobiidae thuộc bộ Neuroptera. Loài này được Oswald miêu tả năm 1988.